# Benone Sinulescu
Benone Sinulescu (n. 24 mai 1937, Siriu, România – d. 18 noiembrie 2021, Arad, România) a fost un interpret român de muzică populară din comuna Siriu, județul Buzău. De-a lungul carierei sale, a colaborat cu diverși interpreți de muzică populară printre care Irina Loghin. După 1989, a abordat și stilul etno-dance și a colaborat în acest sens cu formația Ro-Mania.

## Discografie
Albume
- 1967 - Benone Sinulescu, EPD 1119, Vinil, Electrecord
- 1970 - Pe Drumul Căruțelor (cu Irina Loghin), EPD 1247, Vinil, Electrecord
- 1972 - Benone Sinulescu, STM-EPE 0800, Vinil, Electrecord
- 1974 - Rămâi, Mândruțo, Cu Bine" (cu Irina Loghin), Vinil, STM-EPE 01004, Electrecord
- 1975 - Cînd Eram În Satul Meu, STM-EPE 01021, Vinil, Electrecord
- 1977 - Aleargă Dorule, Aleargă , ST-EPE 01206, Vinil, Electrecord
- 1976 - La Căsuța Cu Pridvor (Cîntece De Petrecere), Vinil, STM-EPE 01566, Electrecord
- 1977 - Romanțe Și Cîntece De Petrecere, 1977, Vinil, ST-EPE 02082, Electrecord
- 1981 - Cîntece Populare Și De Voie Bună, (cu orchestra Gheorghe Zamfir), Vinil, ST-EPE 01904, Electrecord
- 1982 - Colo-n Vale La Buzău, Vinil, ST-EPE 02520, Electrecord
- 1992 - Domnul Nostru-i Dumnezeu (Cîntări Creștine Și Colinde De Crăciun), Vinil, CDS 032, Eurostar
- 1994 - Văzui Tinerețea Mea, ST-EPE 03563, Vinil, Electrecord
- 1996 - Irina Loghin, Benone Sinulescu, (cu Irina Loghin), Casetă, E 308, Eurostar
- 1998 - Cine-mi Face Mie Patul, Casetă, MC AL 096, Alpha Sound
- 1998 - Benone Sinulescu, E 0049, CD, Eurostar
- 2000 - La Căsuța Cu Pridvor, Casetă, RO 3010, Roton
- 2001 - La Un Pahar De ..Pietroasă Cu Săndel, CD, RBA 1216, RBA
- 2002 - Doamne, Ascultă Glasul Meu, CD, Eurostar
- 2002 - Roata Vieții, CD, Cat Music
- 2003 - Bennymania, CD, Cat Music
- 2003 - Tinerețe Trecătoare, CD, Eurostar
- 2004 - Se Duc Anii Mei, CD, Cat Music
- 2005 - Fiul Risipitor, CD, Casetă, Cat Music
- 2009 - Hai Nu Mă Lăsa, Tinerețea Mea, (cu Millenium), CD, Roton
- 2011 - Tinerețe Trecătoare, CD, E 654, Eurostar
- 2011 - Noi vă Colindăm (cu Millenium), CD, E 655, Eurostar

Discuri single 7 inch
- 1963 - Benone Sinulescu, Vinil, EPC 413, Electrecord
- 1963 - Mi-a Scris Mîndra Din Siriu, Vinil, EPC 438, Electrecord
- 1964 - Am Să-i Spun Codrului Mîine, Vinil, EPC 484, Electrecord
- 1965 - Benone Sinulescu, Vinil, EPC 563, Electrecord
- 1965 - Benone Sinulescu, Vinil, EPC 621, Electrecord
- 1967 - Benone Sinulescu, Vinil, EPC 870, Electrecord
- 1968 - Radu Mamii, Radule, Vinil, EPC 10.044, Electrecord

Compilații
- 1974 - Radu Mamii, Radule, STM-EPE 01006, Vinil, Electrecord
- 1975 - Benone Sinulescu, Casetă, STC 0043, Electrecord
- Cîntece de Voie Bună, ST-EPE 01566/01904/02082, 3 Vinil, Box Set, Electrecord
- 1999 - Radu Mamii, Radule, CD, Electrecord
- 2005 - La Lenuța Sub Cerdac, CD, Electrecord
- 2005 - Străina Mamei, Străină, CD, Electrecord
- 2007 - Mioara Velicu și Benone Sinulescu - Anii S-or Călători, CD, EDC 784, Electrecord
- 2007 - Cît E Siriul De Mare, CD, Electrecord
- 2008 - Muzică de Colecție, CD, Intercont Music
- 2008 - Colinde de Crăciun, CD, Eurostar
- 2010 - Cine bate seara la fereastra mea, (cu Irina Loghin), CD, EuroMusic, Taifasuri
- 2013 - Noi Vă Colindăm, CD, Eurostar
- 2013 - Colinde de Crăciun, CD, Eurostar

## Premii și distincții
- Medalia „Meritul Cultural” clasa I (14 decembrie 1966) „pentru merite deosebite în activitatea desfășurată în cadrul Ansamblului artistic al Uniunii Tineretului Comunist, cu prilejul aniversării a 20 de ani de la înființarea acestuia”[4]
- Ordinul „Meritul Cultural” clasa a IV-a (19 decembrie 1967) „cu prilejul împlinirii a 20 de ani de la înființarea ansamblului de cîntece și dansuri «Ciocîrlia» al Ministerului Afacerilor Interne, [...] pentru merite deosebite și îndelungată activitate artistică”[5]
- Crucea națională Serviciul Credincios clasa a III-a (29 noiembrie 2002) „pentru crearea și transmiterea cu talent și dăruire a unor opere literare semnificative pentru civilizația românească și universală”[6]
- Ordinul „Meritul Cultural” în grad de Mare Ofițer, Categoria D - „Arta Spectacolului” (7 februarie 2004) „în semn de apreciere a întregii activități și pentru dăruirea și talentul interpretativ pus în slujba artei scenice și a spectacolului”[7]